# Тавијано (Ређо Емилија)
Тавијано је насеље у Италији у округу Ређо Емилија, региону Емилија-Ромања.
Према процени из 2011. у насељу је живело 117 становника. Насеље се налази на надморској висини од 641 м.